# Rafinat
Rafinat – jedna z faz ciekłych, którą otrzymuje się w wyniku procesu ekstrakcji typu ciecz-ciecz. Drugą fazą ciekłą jest ekstrakt.
Rafinat zawiera, w przypadku ekstrakcji idealnej, rozpuszczalnik pierwotny oraz część cieczy rozpuszczonej. W przypadku ekstrakcji rzeczywistej występuje zjawisko częściowej wzajemnej rozpuszczalności rozpuszczalników, dlatego w rafinacie występuje także część rozpuszczalnika wtórnego.
Rafinat i ekstrakt powinny mieć takie właściwości, aby po procesie ekstrakcji można je było łatwo rozdzielić. Nie powinny się więc mieszać ze sobą.